# Kanton Montréjeau
Montréjeau is een voormalig kanton van het Franse departement Haute-Garonne. Het kanton maakte deel uit van het arrondissement Saint-Gaudens. Het werd opgeheven bij decreet van 13 februari 2014 met uitwerking op 22 maart 2015.

## Gemeenten
Het kanton Montréjeau omvatte de volgende gemeenten:
- Ausson
- Balesta
- Bordes-de-Rivière
- Boudrac
- Cazaril-Tambourès
- Clarac
- Cuguron
- Le Cuing
- Franquevielle
- Lécussan
- Loudet
- Montréjeau (hoofdplaats)
- Ponlat-Taillebourg
- Saint-Plancard
- Sédeilhac
- Les Tourreilles
- Villeneuve-Lécussan